# Терещенко Микола Павлович
Терещенко Микола Павлович — український кінооператор, кінорежисер.

## Життєпис
Народ. 6 жовтня 1937 р. Закінчив операторський факультет Всесоюзного державного інституту кінематографії (1965).
З 1965 р. — оператор «Укркінохроніки».
Зняв фільми: «На старті воїни» (1965), «Друге народження» (1966), «Сім'я Сосніних» (1967), «День шостий», «25 років Корсунь-Шевченківської битви» (1968), «Дорога в майбутнє» 0969), «Битва за хліб» (1974), «Степняки», «Пісня про Київ» (1975), «Головком хліба» (1977), «Ім'я твоє, комсомол» (1978), «І виросли крила» (1978), «Наша італійка» (1980), «Олександр Лещук: думки вголос» (1981), «Без строку давності» (1981), «Заради життя», «Україна сьогодні» (1996, № 3), «Цей сердечний син України Микола Аркас» (1996, у співавт.), «Відкриття пам'ятника Сергію Параджанову» (1997, реж. Р. Нахманович), «Конституційний марафон» (у співавт.), «П'ята річниця незалежності України» (1997) та ін.
Член Національної Спілки кінематографістів України.
Помер 26.06.2002 року[джерело?]